# Bé Phúc
Bé Phúc (tiếng Hán: 福娃; bính âm: Fúwá) là linh vật của Thế vận hội mùa hè Bắc Kinh 2008, do họa sĩ nổi tiếng Trung Quốc Hàn Mỹ Lâm thiết kế. Những linh vật này được Hội nghiên cứu văn học cổ điển quốc gia Trung Quốc công bố vào ngày 11 tháng 11 năm 2005 trong một buổi lễ đánh dấu 1000 ngày trước lễ khai mạc Thế vận hội.
Có năm Bé Phúc: Bối Bối, Tinh Tinh, Hoan Hoan, Nghênh Nghênh, Ni Ni. Khi kết hợp tên của 5 Bé Phúc sẽ được dòng chữ "北京欢迎你" hay Beijing huanying ni và có nghĩa là "Bắc Kinh chào đón bạn".

## Các linh vật
| Tên                     | Bối Bối (贝贝) | Tinh Tinh (晶晶) | Hoan Hoan (欢欢) | Nghênh Nghênh (迎迎) | Ni Ni (妮妮) |
| Giới tính               | Gái | Trai | Trai | Gái | Gái |
| Hình                    | | | | | |
| Cảm hứng văn hóa        | Hình trang trí Tết Nguyên Đán truyền thống với hoa sen và cá; cá được thiết kế từ các đồ tạo tác thời kì đồ đá mới. | Gấu trúc; Sứ hình hoa sen đời nhà Tống. | Ngọn lửa Olympic; Thiết kế của ngọn lửa từ hang đá Mạc Cao. | Sơn dương Tây Tạng, trang phục truyền thống Tây Tạng và Tân Cương. | Chim én, một loại chim ở Bắc Kinh. |
| Vòng tròn Olympic       | Xanh lam | Đen | Đỏ | Vàng/Da cam | Xanh lá cây |
| Yếu tố tượng trưng      | Biển | Rừng | Lửa | Đất | Trời |
| Yếu tố trong phong thủy | Thủy | Mộc | Hoả | Thổ | Kim |
| Tính cách               | Thân thiện, một người lãnh đạo | Trung thực, lạc quan | Cởi mở, nhiệt tình | Hoạt bát, tự lập | Công bằng, tốt bụng |
| Ý tưởng đại diện        | Thịnh vượng | Hạnh phúc | Tình yêu | Sức khoẻ | May mắn |
| Môn thể thao đại diện   | Thể thao dưới nước | Cử tạ, judo, etc. | Môn thể thao dùng bóng | Điền kinh | Thể dục dụng cụ |
| Ghi chú                 | Theo truyền thống của người Trung Quốc, cá tượng trưng cho sự thịnh vượng vì chữ Ngư (鱼 / 魚) đọc gần với chữ Dư (余 / 餘) có nghĩa là thừa thãi. Cá chép vượt vũ môn là biểu tượng cho việc theo đuổi và đạt được ước mơ. Chiếc mũ của Bối Bối được dựa theo hình vật khai quật được tại Bàn Pha, một làng thời đồ đá mới của văn hóa Ngưỡng Thiều. | Là một loài nguy cấp, gấu trúc vừa là biểu tượng của Trung Quốc vừa là biểu tượng của chương trình môi trường quốc tế. Khu rừng của Tinh Tinh cũng biểu tượng cho sự chung sống hài hòa giữa con người và thiên nhiên. | Hoan Hoan biểu tượng cho tình yêu thể thao và tinh thần Olympic "nhanh hơn, cao hơn, mạnh hơn", và tình yêu với Olympic Bắc Kinh. Thiết kế mũ của Hoan Hoan xuất phát từ ngọ lửa trong hang động Mạc Cao, hang động Phật giáo Trung Quốc nổi tiếng nhất. | Sơn dương Tây Tạng là một loài nguy cấp chỉ có ở Sơn nguyên Tây Tạng, được biết đến bởi sự nhanh nhẹn. Chiếc mũ của Nghênh Nghênh là sự kết hợp các yếu tố trong trang phục của Tây Tạng và Tân Cương. | Chim én báo hiệu mùa xuân và hạnh phúc trong văn hóa Trung Quốc và được coi là biểu tượng của văn hóa Trung Quốc. Chữ Yến (燕) cũng được dùng trong Yến Kinh (燕京), một tên gọi cũ của Bắc Kinh. |